# Four (Isère)
Four ist eine französische Gemeinde mit 1.672 Einwohnern (Stand: 1. Januar 2022) im Département Isère in der Region Auvergne-Rhône-Alpes; sie gehört administrativ zum Arrondissement La Tour-du-Pin und ist Teil des Kantons L’Isle-d’Abeau (bis 2015: Kanton La Verpillière).

## Geografie
Four befindet sich etwa 34 Kilometer südöstlich von Lyon. Four wird umgeben von den Nachbargemeinden Vaulx-Milieu im Norden, L’Isle-d’Abeau im Nordosten, Saint-Alban-de-Roche im Osten, Chèzeneuve im Osten und Südosten, Artas im Süden, Roche im Westen sowie Villefontaine im Nordwesten.

## Bevölkerungsentwicklung
| Jahr                       | 1962 | 1968 | 1975 | 1982 | 1990 | 1999 | 2006 | 2017 |
| -------------------------- | ---- | ---- | ---- | ---- | ---- | ---- | ---- | ---- |
| Einwohner                  | 612  | 565  | 556  | 655  | 733  | 912  | 968  | 1494 |
| Quellen: Cassini und INSEE |      |      |      |      |      |      |      |      |

## Sehenswürdigkeiten
- Kirche Saints-Nazaire-et-Celse

## Gemeindepartnerschaft
Mit der italienischen Gemeinde Pusiano in der Provinz Como (Lombardei) besteht seit 2013 eine Partnerschaft.

## Weblinks

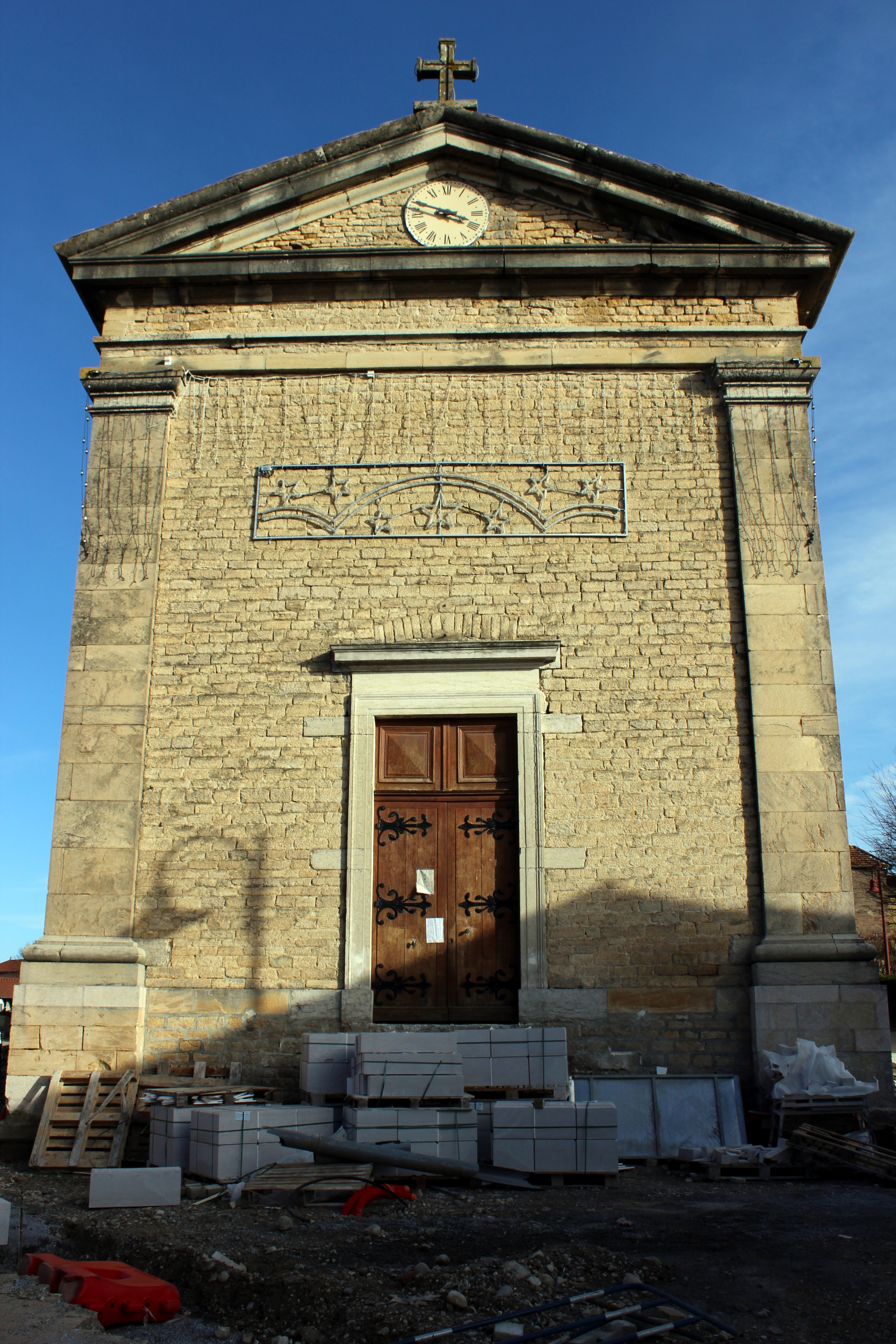
Kirche Saints-Nazaire-et-Celse